# Transavia (Nederland)
Transavia (formele benaming: Transavia Airlines CV) is een Nederlandse luchtvaartmaatschappij. De maatschappij voert charter- en lijnvluchten uit, maakt onderdeel uit van de Air France-KLM-groep en gebruikt Schiphol, Eindhoven en Rotterdam als thuishavens. Ook voert het vluchten uit vanaf Brussels Airport. Het bedrijf vliegt binnen Europa, Noord-Afrika en het Midden-Oosten.
Transavia heeft in Frankrijk een zustermaatschappij, genaamd Transavia France.

## Geschiedenis

### Transavia

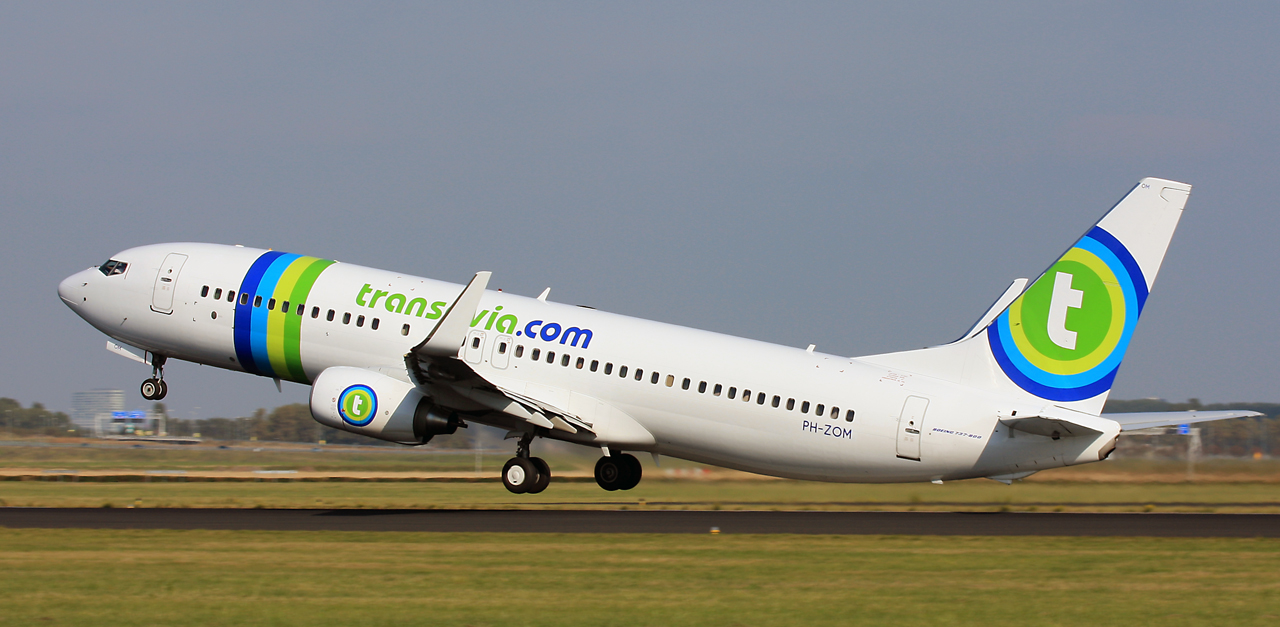
Transavia Boeing 737 (oude huisstijl)

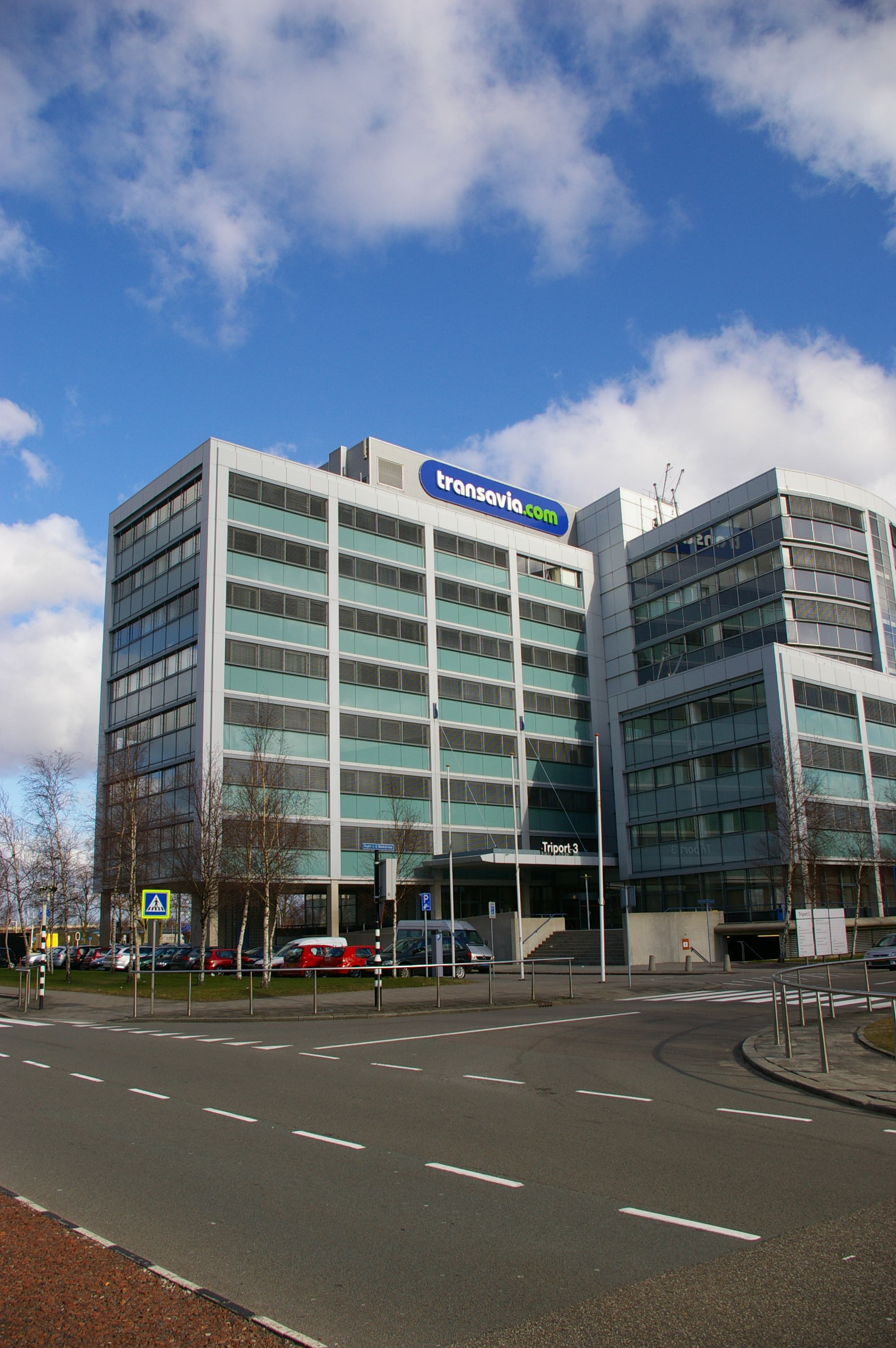
Building Triport III - Voormalig kantoor van Transavia

Transavia Holland B.V. werd opgericht op 21 oktober 1965, volgens de Kamer van Koophandel en fabrieken voor Haarlem en omstreken. Op 21 juni 1966 werd John Block benoemd tot algemeen Directeur van Transavia Holland. Een bestaande vliegvergunning van Transavia Limburg, werd gebruikt en omgezet naar vliegen vanaf Amsterdam, met 3 Douglas DC-6 toestellen.
Op maandag 14 november 1966 verleende het Ministerie van Verkeer en Waterstaat een vliegvergunning aan Transavia voor het uitvoeren van chartervluchten vanaf Amsterdam Schiphol Airport met 3 Douglas DC-6 toestellen.
Op donderdag 17 november vertrok de PH-TRC voor haar eerste commerciële vlucht van Amsterdam naar Napels, met aan boord het Nederlands Danstheater en Balletorkest. Het toestel kwam op zaterdag 19 november met een tussenlanding op Rotterdam Airport weer terug in Amsterdam.
Eind 1966 had Transavia Holland de beschikking over drie DC-6 toestellen met een kleurenschema dat was ontworpen door Thijs Postma.In de jaren daarna groeide het bedrijf uit tot een grote speler in de Nederlandse markt met een aandeel van 45% in het vakantieverkeer. In de vloot kwamen ook de eerste jets, de Caravelles en later de Boeing 707 en 737. Er werden intercontinentale bestemmingen aangedaan zoals Iran, New York, Boston, Sydney, Biafra, India, Kenia, Brazilië. Tot 1977 vloog de maatschappij met haar Boeing 707-vloot trans-Atlantische routes in opdracht van derden en vond vrachtvervoer plaats. Transavia had al sinds 1968 landingsrechten op New York voor zowel personen- als vrachtvervoer. In 1974 werd overwogen om drie stuks DC-10 30CF aan te schaffen. Als gevolg van de oliecrisis van 1973 is dit niet doorgegaan.
Sinds de jaren tachtig is de maatschappij vooral actief als chartermaatschappij in Europa en omstreken. Tot 1986 heette het bedrijf N.V. Transavia Holland. Daarna werd de naam Transavia Airlines, omdat het zich meer ging toeleggen op lijndiensten, met als eerste een dienst London Gatwick. Ook steeds meer vakantiebestemmingen werden volgens een vaste dienstregeling aangevlogen waarmee de basis voor het huidige netwerk werd gelegd. De vloot werd gestandaardiseerd op de Boeing 737, waarvan in 1986 ook de eerste Boeing 737-300 in gebruik werd genomen.
Ook de eigenaren veranderen door de jaren heen. In 1972 nam de KNSM (voorloper van Nedlloyd) een aantal aandelen van de Boreas Corporation over. KNSM zag Transavia Airlines als alternatief voor de stop te zetten passagierslijndiensten per schip. Successievelijk breidde de KNSM het belang in Transavia uit, tot het in 1977 100% eigendom was van de KNSM. In 1988 verkocht Nedlloyd 40% van haar aandelen aan KLM en 20% aan de Heeswijkgroep, bestaande uit AMEV, NORO en Kempen & Co. In 1991, het jaar waarin Transavia 25 jaar bestond, besloot de Nedlloyd groep haar restaandeel van 40% aan KLM te verkopen. Transavia werd daardoor een dochteronderneming van KLM. Tot 2003 bezat de Nationale Investeringsbank (NIB) nog 20%, maar sinds dat jaar is Transavia voor 100% een dochter van Air France-KLM.
In december 2004 werd de naam veranderd in transavia.com. De maatschappij ging zich steeds meer toeleggen op het zelf verkopen van tickets via internet, waardoor de website transavia.com een belangrijk gezicht is geworden voor het bedrijf. Hiermee schoof het bedrijf verder richting het lowcostmodel, na de eerste experimenten onder de Basiq Air-noemer. In 2007 werd dit model ook geïntroduceerd in Frankrijk, als transavia.com France, in samenwerking met Air France. In 2008 volgde een Deense versie, maar die was minder succesvol en werd in april 2011 opgeheven.
In 2006 kreeg transavia.com een nieuwe huisstijl. Het cabinepersoneel kreeg nieuwe uniformen, ontworpen door Broeckmans, het cockpitpersoneel nieuwe uniformen ontworpen door Oger. De vliegtuigen kregen een nieuw uiterlijk en interieur, beide ontworpen door ontwerpbureau Landor.

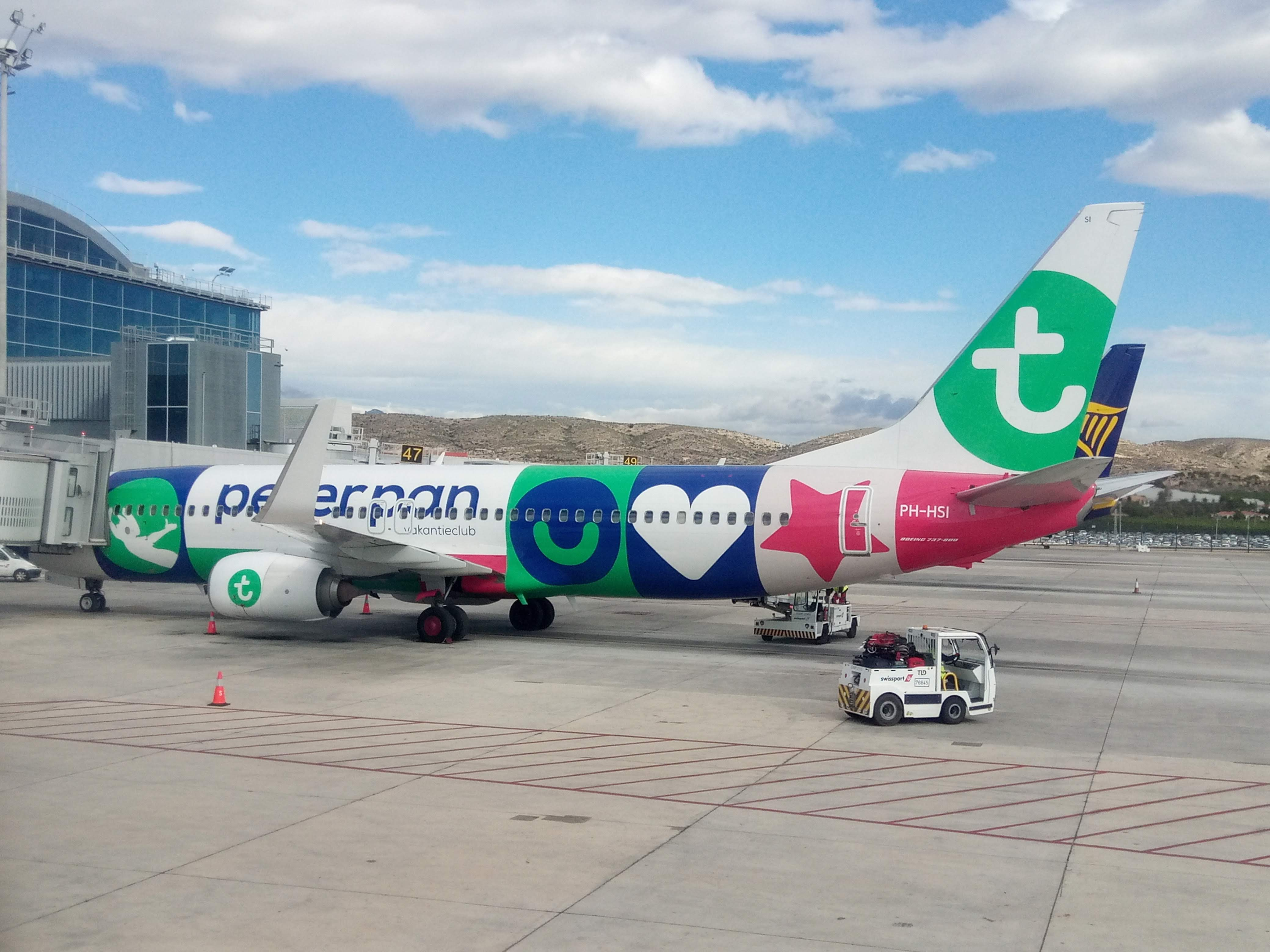
Een Transavia 737-800 in een speciaal kleurenschema voor de Peter Pan Stichting, 2018

In januari 2015 werd opnieuw een nieuwe huisstijl geïntroduceerd. De veranderingen bestaan onder andere uit een nieuw uiterlijk voor de vliegtuigen, een naamswijziging (van transavia.com naar 'gewoon' Transavia) en een nieuw logo. Het eerste vliegtuig dat de nieuwe beschildering draagt is de PH-HZE. Verder werd bekendgemaakt dat Transavia wil groeien in Europa. De vloot moet geleidelijk groter worden en over vijf jaar wil Transavia 10 miljoen passagiers per jaar vervoeren. Tevens willen ze dan 1 miljard euro omzet behalen.

### Integratie transavia.com - KLM - Martinair
In februari 2009 werd bekendgemaakt dat moedermaatschappij KLM onderzoek deed naar mogelijke schaalvoordelen van samenwerking tussen transavia.com en Martinair. De studie ging uit van onafhankelijke AOC, CAO en bedrijfsvoeringen. Het onderzoek heeft onder andere geresulteerd in een gezamenlijk nieuw hoofdkantoor op Schiphol-Oost.

### Franse zuster
Air France en transavia.com maakten in juni 2006 in Parijs bekend dat een nieuwe Franse luchtvaartmaatschappij zou worden opgericht onder de naam transavia.com France. Deze nieuwe luchtvaartmaatschappij werd een zelfstandige onderneming binnen Air France-KLM. De nieuwe maatschappij heeft een opzet en uitstraling die identiek is aan die van de Nederlandse maatschappij. Air France nam deel voor 60%, transavia.com voor 40%.
Het Franse Transavia levert de vliegtuigen, inclusief bemanning, alsmede het management; de Nederlandse tak verzorgt de inhoudelijke en operationele expertise op het gebied van exploitatie van een lowcostlijndienst- en chartermaatschappij. De nieuwe luchtvaartmaatschappij opereert sinds juni 2007 vanaf Parijs-Orly. Ook heeft Transavia Frankrijk bases in Nantes, en Lyon.

### Basiq Air
Naast het reguliere vakantievervoer had transavia.com een dochteronderneming, Basiq Air, opgericht in 2000, die goedkope lijndiensten aanbood naar populaire bestemmingen in Europa (onder meer Londen en Barcelona). Basiq Air had Rotterdam The Hague als thuisbasis, maar voerde ook vluchten uit vanaf Schiphol. Zowel de toestellen als de bemanningsleden waren afkomstig van het moederbedrijf. Vanaf 1 januari 2005 werden alle Basiq Air-activiteiten opgenomen in het transavia.com-concept en hield Basiq Air op met bestaan. De vliegtuigen die voor Basiq Air vlogen, werden weer ondergebracht bij transavia.com. Het betrof twee Boeing 737-7K2's, met registraties PH-XRA respectievelijk PH-XRE.

### Transavia Denmark
Transavia heeft ook enkele jaren een Deense tak gehad, met Kopenhagen als thuisbasis. Na het faillissement van de Deense luchtvaartmaatschappij Sterling Airlines zag transavia.com de mogelijkheid om zich op de Deense markt te richten. De nieuwe maatschappij kreeg een opzet identiek aan die van de Nederlandse maatschappij. Op 6 november 2008 werd begonnen met chartervluchten voor een grote Deense touroperator vanaf de luchthavens Billund en Kopenhagen. Vanaf 8 december startte Transavia Denmark ApS lijndiensten met twee vliegtuigen vanaf Kopenhagen naar tien bestemmingen. In het winterseizoen 2009/2010 bood Transavia Denmark ApS lijndiensten aan naar Málaga, Barcelona, Palma de Mallorca, Chania (Kreta), Montpellier, Nice, Rome, Napels en Pisa. De Deense tak bleek echter niet winstgevend genoeg en begin april 2011 werden de activiteiten in Denemarken stopgezet.

### Transavia Europe
Medio 2014 maakte Air France-KLM plannen bekend over de opbouw van een lagekostenluchtvaartmaatschappij, onder de naam Transavia Europe. Deze prijsvechter wordt ook buiten de thuismarkten Frankrijk en Nederland actief en kan beter concurreren met Ryanair en easyJet. De plannen leidden tot een staking van twee weken door de piloten van Air France. Zij vreesden voor hun arbeidsvoorwaarden en dat de groei van Transavia France ten koste zou gaan van de werkgelegenheid bij Air France. In december 2014 stemde een meerderheid van de Air France-piloten alsnog voor een uitbouw van de huidige vloot van Transavia France van 14 toestellen tot 21 in de zomer van 2015 en 37 in 2019. Het is uiteindelijk de intentie de vloot uit te breiden tot 100 toestellen. De Air France-piloten die voor Transavia France gaan vliegen behouden hun Air France-contract en hun positie op de senioriteitslijst.

### München
In maart 2016 opende een basis in München (Duitsland). Dit als onderdeel van het Transavia Europe Plan. Op Flughafen München Franz Josef Strauß zijn vier Boeing 737-800-vliegtuigen van Transavia gestationeerd. Er worden vluchten verzorgd naar achttien verschillende bestemmingen in Italië, Spanje, Portugal, Denemarken, Kroatië, Marokko, België, Frankrijk en Nederland. Naast populaire vakantiebestemmingen als Palma de Mallorca, Faro, Palermo en Marrakech gaat het ook om zakelijke bestemmingen als Verona, Kopenhagen, Brussel. Eind mei 2016 volgt een binnenlandse bestemming: de eerste lagekostenvliegverbinding tussen München en Berlijn. Voor de toestellen op München Airport had Transavia grotendeels Duitse piloten en cabinepersoneel in dienst. De vestiging in München werd vanuit Nederland bestuurd en de vluchten werden onder de Nederlandse AOC (Air Operator Certificate) van Transavia uitgevoerd.
Op 13 februari 2017 werd bekend dat Transavia de operatie in München eind oktober 2017 ging beëindigen. De vier Boeing 737's die in München stonden gestationeerd zijn teruggehaald naar Nederland. Door samenwerking tussen Transavia, Lufthansa en de luchthaven München heeft de meerderheid van de 150 werknemers die werkzaam waren op de luchthaven een nieuwe baan gevonden.

## Vloot

### Huidige vloot
Transavia vliegt in 2023 met 44 Boeing 737s. 40 van het type 737-800, en 4 van de kleinere 737-700. Op 16 december 2021 maakte Air France-KLM bekend dat het 100 toestellen van het type Airbus A320neo en Airbus A321neo heeft besteld voor KLM en Transavia, om de huidige vloot te vervangen. Van de in totaal 100 bestelde toestellen, heeft Transavia 27 neo's in bestelling staan, met opties op nog eens 17 toestellen, wat in totaal 44 maakt.  In het najaar van 2023 werd bekend dat de Airbussen worden geleverd op een percentage van ongeveer 60% A321neo's en ongeveer 40% wordt A320neo. Op 19 december 2023 nam Transavia de eerste Airbus A321neo in ontvangst, waarna deze van de Airbusfabriek in Hamburg werd overgebracht naar Schiphol. Hier hadden personeelsleden, de pers, en enkele andere genodigden te kans om het nieuwe toestel van dichtbij te bekijken. De nieuwe Airbus maakte op 5 januari 2024 zijn eerste vlucht met passagiers. 
| Type           | In gebruik | Orders    | Passagiers | Opmerkingen |
| -------------- | ---------- | --------- | ---------- | --- |
| Boeing 737-800 | 38         | -         | 189        | In uitfasering. Oorspronkelijk 40 toestellen. Inmiddels is het 2de toestel uitgezwaaid. |
| Airbus A320neo | -          | Totaal 31 | 186        | Worden geleverd vanaf 2027 |
| Airbus A321neo | 13         | Totaal 31 | 232        | Geleased: PH-YHZ (19 december 2023), PH-YHY (27 maart 2024), de PH-YHX (18 april 2024), de PH-YHW (25 mei 2024) de PH-YHV (28 februari 2025), de PH-YHU (5 april 2025) en de PH-YHT (27 juni 2025), PH-YHS (16 juni 2025) Eigendom: PH-YHA (geleverd op 30 april 2024), PH-YHB (geleverd op 28 juni 2024), PH-YHC (geleverd op 14 december 2024) en PH-YHD (geleverd op 25 juli 2025 in 1960's livery) In 2025 worden de volgende toestellen nog verwacht: de PH-YHE (eigendom) en de PH-YHR (geleased van ALC). |
| Totaal         | 51         | 32        |            | |

### Uitfasering Boeing 737
Op 5 november 2024 is begonnen met de uitfasering van de Boeing 737. De PH-XRY, het laatste toestel in de oude huisstijl, werd op die dag overgevlogen naar Twente Airport om te worden ontmanteld. Op 28 november volgde de PH-XRC. Op 11 december vertrok de PH-XRX naar St. Athan in het Verenigd Koninkrijk om daar te worden ontmanteld. Een dag later volgde ook de PH-XRB. Hiermee zijn alle Boeing 737-700 toestellen uitgefaseerd. In juni 2025 is er gestart met het uitfaseren van Boeing 737-800 toestellen. De bedoeling is dat in 2031 alle 737s vervangen zijn door de A321neo en de A320neo. De uit gefaseerde toestellen zijn de PH-HZD en de PH-HZE. Daarmee heeft Transavia op dit moment nog 38 Boeing 737-800 toestellen.

### Voormalige vloot
In het verleden heeft Transavia de volgende vliegtuigen gebruikt:
| Type                          | Aantal | In dienst | Uit dienst | Opmerkingen            |
| ----------------------------- | ------ | --------- | ---------- | ---------------------- |
| Douglas DC-6                  | 3      | 1966      | 1969       |                        |
| Boeing 707-320                | 4      | 1968      | 1982       |                        |
| Caravelle                     | 14     | 1969      | 1976       |                        |
| Boeing 737-200                | 21     | 1974      | 1995       |                        |
| Airbus A300B2                 | 1      | 1976      | 1977       | Geleasd van Airbus     |
| Boeing 737-300                | 16     | 1986      | 2002       |                        |
| Boeing 757-200                | 7      | 1992      | 2003       |                        |
| British Aerospace Bae 146-200 | 1      | 1997      | 1997       | Geleasd van Flightline |
| Airbus A310-300               | 1      | 1998      | 1999       | Geleasd van Iberworld  |
| Boeing 757-300                | 2      | 2003      | 2003       | Geleasd van Condor     |
| Boeing 737-700                | 11     | 2001      | 2024       |                        |
| Boeing 737-800                | 40     | 1999      |            |                        |

## Leiding

### President-directeuren vanaf 1966
- John Block (1966-1975)
- Pieter D.O. Hanranth (1975-1979)
- Peter Legro (1979-2002)
- Floris van Pallandt (2002)
- Tjero R. Zomer (a.i., 2002-2003)
- Onno P.M. van den Brink (2003-2009)
- Tjero R. Zomer (a.i., 2009)
- Michiel Meijer (2009-2010)
- Bram Gräber (2010-2013)
- Mattijs ten Brink (2013-2019)
- Marcel de Nooijer (2020-heden)[10]

### Huidige directie
- Marcel de Nooijer - algemeen directeur
- Pieter Wensveen - financieel directeur
- Marloes van Laake - operationeel directeur

## In het nieuws
- In september 1974 vond een gijzelingsactie plaats in de Franse ambassade in Den Haag. De actie werd beëindigd met een vrijgeleide voor de gijzelnemers die door een Transavia-bemanning (met Pim Sierks als gezagvoerder) naar Damascus werden gevlogen.
- Op 25 december 1997 zakte een Boeing 757 op Schiphol na een harde landing (door zware windstoten) door zijn landingsgestel. Bij dit ongeluk zijn vier lichtgewonden gevallen.
- Op 22 september 2009 werd Transavia-piloot Julio Poch in het Spaanse Valencia gearresteerd. Poch is een Nederlander van Argentijnse afkomst. Argentinië had een internationaal arrestatiebevel uitgevaardigd omdat hij, overigens ten onrechte, verdacht werd van betrokkenheid bij dodenvluchten tijdens de Vuile Oorlog, onder de militaire dictatuur in Argentinië.
- Op 25 juli 2015 was een Boeing 737-800 onderweg van het Spaanse Girona naar Rotterdam. In Nederland woedde een zomerstorm. Na een poging te landen in Rotterdam werd uitgeweken naar Amsterdam. Na twee mislukte landingspogingen dreigde een brandstoftekort. Uiteindelijk was de derde poging succesvol.

IAG (British Airways · Iberia · Iberia Express) · easyJet · Jet2 · Norwegian.com · Ryanair · Volotea · Vueling · Wizz Air